# Dennis Mackrel
Dennis Mackrel (3 april 1962 i Omaha Nebraska) er en amerikansk jazztrommeslager, komponist og arrangør.
Mackrel er nok mest kendt for sit virke med Count Basie´s bigband.
Han var også fast afløser for Mel Lewis i The Vanguard Jazz Orchestra, en post han overtog efter dennes død i 1990.
Han har skrevet og arrangeret musik til forskellige orkestre og musikere bl.a. McCoy Tyner.